# Westmoreland (paróquia)
Westmoreland é uma paróquia da Jamaica localizada no condado de Cornwall, sua capital é a cidade de [[Savanna-la-Mar].